# ハワイ州副知事
ハワイ州副知事（Lieutenant Governor of Hawaii）は、アメリカ合衆国ハワイ州の副知事である。州憲法第5条の第2項から第6項にかけて、設置が規定してある。

## 歴代副知事
| #  | 氏名                          | 就任           | 退任           | 政党   | 知事                     |
| -- | ----------------------------- | -------------- | -------------- | ------ | ------------------------ |
| 1  | ジェームズ・キアロハ          | 1959年8月21日  | 1962年12月2日  | 共和党 | ウィリアム・F・クイン    |
| 2  | ウィリアム・S・リチャードソン | 1962年12月2日  | 1966年12月2日  | 民主党 | ジョン・A・バーンズ      |
| 3  | トーマス・ギル                | 1966年12月2日  | 1970年12月2日  | 民主党 | ジョン・A・バーンズ      |
| 4  | ジョージ・アリヨシ            | 1970年12月2日  | 1974年12月2日  | 民主党 | ジョン・A・バーンズ      |
| 5  | ネルソン・ドイ                | 1974年12月2日  | 1978年12月2日  | 民主党 | ジョージ・アリヨシ       |
| 6  | ジーン・キング                | 1978年12月2日  | 1982年12月2日  | 民主党 | ジョージ・アリヨシ       |
| 7  | ジョン・ワイヘエ              | 1982年12月2日  | 1986年12月2日  | 民主党 | ジョージ・アリヨシ       |
| 8  | ベン・カエタノ                | 1986年12月2日  | 1994年12月2日  | 民主党 | ジョン・ワイヘエ         |
| 9  | メイジー・ヒロノ              | 1994年12月2日  | 2002年12月2日  | 民主党 | ベン・カエタノ           |
| 10 | ジェームズ・アイオナ          | 2002年12月4日  | 2010年12月6日  | 共和党 | リンダ・リングル         |
| 11 | ブライアン・シャッツ          | 2010年12月6日  | 2012年12月26日 | 民主党 | ニール・アバークロンビー |
| 12 | シャン・ツツイ                | 2012年12月27日 | 2018年1月31日  | 民主党 | ニール・アバークロンビー |
| 12 | シャン・ツツイ                | 2012年12月27日 | 2018年1月31日  | 民主党 | デービッド・イゲ         |
| 13 | ダグ・チン                    | 2018年2月2日   | 現職           | 民主党 |                          |